# Gnophos androgynus
Gnophos androgynus là một loài bướm đêm trong họ Geometridae.